# Josef Kořínek
Josef Kořínek (27. května 1829, Trojovice – 14. srpna 1892, Královské Vinohrady) byl český středoškolský profesor a klasický filolog. Přes třicet let vyučoval na gymnáziu v Jindřichově Hradci. Byl autorem latinské mluvnice a cvičebnice řečtiny. Připravil kritické vydání Alexandreidy, Rukopisu královédvorského a zelenohorského i prací Komenského. V jeho díle pokračoval jeho syn Josef Kořínek mladší (1861–1924).

## Život
Narodil se 27. května 1829 v Trojovicích na Chrudimsku v chudé rodině. Po absolvování piaristického gymnázia v Litomyšli odešel roku 1851 do Prahy, kde tři roky studoval na univerzitě klasickou filologii; k jeho učitelům patřili Georg Curtius, František Ladislav Čelakovský a Jan Pravoslav Koubek.
Z Prahy odjel roku 1854 do Banské Bystrice, kde se stal nejprve suplentem, později profesorem na gymnáziu. Chtěl se ale vrátit do Čech. Na vlastní žádost byl v roce 1857 přeložen na gymnázium do Jindřichova Hradce, kde působil 34 let (během let 1875 - 1882 byl rovněž ředitelem). Byl velmi aktivní, vedle klasických jazyků vyučoval i češtinu a francouzštinu a ve volném čase literárně tvořil.
Svými pedagogickými výsledky, pílí, svědomitostí a literární tvorbou si získal respekt kolegů, studentů i odborné veřejnosti. Od biskupa Jirsíka dostal nabídku, stát se ředitelem nově zřizovaného budějovického gymnázia, nakonec ji ale nepřijal. Roku 1890 se stal dopisujícím členem České akademie věd a umění. Byl rovněž členem Svatoboru.
V roce 1891 odešel do důchodu; při té příležitosti byl oceněn rytířským křížem řádu Františka Josefa. Po léčebném pobytu v Piešťanech se přestěhoval na Královské Vinohrady. Eliška Krásnohorská mu nabídla místo ředitele v dívčím gymnáziu „Minerva“, kvůli špatnému zdravotnímu stavu ale musel odmítnout. Zemřel 14. srpna 1892, pohřben byl v Jindřichově Hradci.

## Dílo
Hlavním literárním dílem Josefa Kořínka byla Latinská mluvnice (1873 s reedicemi), učebnice pro nižší a střední třídy gymnázií. Používala se na všech gymnáziích v Čechách, na Moravě a ve Slezsku, ale byla také přeložena do bulharštiny a stala se základním vzorem učebnice pro chorvatské školy.
Jeho další prací v oboru klasické filologie je Cvičebná kniha ku překládání z češtiny na jazyk řecký pro vyšší gymnasijní třídy (1869, 1875).
Kořínek rovněž kriticky upravil a připravil k vydání historické literární památky (skutečné či domnělé):
- Labyrint světa a ráj srdce (Jan Amos Komenský)
- Informatorium školy mateřské (též Komenský)
- Rukopis královédvorský a zelenohorský (předpokládal jejich středověký původ)
- Musejní a Šafaříkův zlomek Alexandreidy (ve výroční zprávě gymnázia v Jindřichově Hradci za r. 1870).

Vydal i stručný životopis Komenského.

## Příbuzenstvo
- Syn Josef Kořínek mladší (1861–1924) byl také středoškolský profesor, klasický filolog a odborný spisovatel. Od druhé poloviny 90. let upravoval k dalším vydáním Latinskou mluvnici.[5]